# 白石町 (宮城県)
白石町（しろいしまち）は宮城県南西部、刈田郡に属していた町。現在の白石市中央部、東北本線白石駅周辺、白石川中流右岸にあたる。
現在の白石市は1954年に新設合併によって発足したもので、本町とは別の自治体である。

## 地理
- 河川：白石川、斎川

## 歴史
- 1889年（明治22年）4月1日 - 町村制の施行により、白石本郷、郡山村および鷹巣村の一部（里前）が合併して発足。
- 1926年（大正15年）3月29日 - 白川村の旧小下倉村域を編入。
- 1954年（昭和29年）4月1日 - 大平村・大鷹沢村・福岡村・白川村・越河村・斎川村と合併して白石市が発足。同日白石町廃止。

## 交通

### 鉄道路線
- 日本国有鉄道
  - 東北本線
    - 白石駅

### 道路
- 国道4号